# Fakhreddine Rajhi
Fakhreddine Rajhi, (surnommé Friyakh, en arabe : الفريخ), est un ancien footballeur puis entraîneur marocain, né le 19 novembre 1959 à Marrakech. Il est le joueur le plus capé et titré dans l'histoire du Wydad AC avec 569 matchs et 17 titres. Il est aussi le meilleur buteur de l'histoire du club avec 298 buts.

## Carrière
Fakhreddine a passé toute sa carrière de footballeur au sein du club du Wydad Athletic Club, il a débuté à l'âge de 15 ans en équipe junior en 1974, dont il a fini la saison champion du Maroc, deux ans après il rejoint l'équipe « A » à l'âge de 17 ans.
En 1981, il a affronter avec le WAC la grande équipe de l'Inter de Milan alors qu'il n'avait que 21 ans, il a aussi représenté le Maroc à plusieurs occasions.
Il est l'un des rares joueurs qui ont fait une carrière de 40 ans en football, ainsi qu'il était fidèle au maillot de son club de cœur, avec qui il a gagné tout : 18 titres étant joueur, un championnat étant entraineur adjoint et une championnat tant qu'entraineur. 
Il est le joueur le plus capés et le meilleur buteur de l'histoire du Wydad.
Il est également le joueur le plus capés et le meilleur buteur de l'histoire du championnat du Maroc

## Sélection en équipe nationale
Par ailleurs, Fakhreddine a pris part avec les Lions de l'Atlas aux Jeux Panarabes 1985 de Casablanca où le Maroc fut battu en finale par l'Irak. 
A participé en 1985 à un tournoi international en Inde, par la suite il prit part aux éliminatoires de la Coupe du Monde 1986 ainsi qu'à celle de la CAN 1986.
Fakhreddine sera du voyage au Sénégal pour la CAN 92.
1. 31/01/1985 Inde - Maroc Ernakulam 0 - 1 Nehru Cup / 1 but
2. 02/02/1985 URSS - Maroc Ernakulam ( Inde ) 1 - 0 Demi-finale Coupe NEHRU
3. 28/07/1985 Maroc - Egypte Casablanca 2 - 0 Elim. CM 1986
4. 04/08/1985 Maroc - Somalie 3 - 0 Jeux Arabes
5. 07/08/1985 Maroc – Tunisie 2 - 2 Jeux Arabes
6. 10/08/1985 Casablanca Maroc - Mauritanie 3 - 0 Jeux Panarabes
7. 16/08/1985 Maroc – Irak Rabat 0 - 1 Jeux Arabes
8. 13/01/1991 Maroc – Côte d’Ivoire Rabat 3 - 1 Elim. CAN 92
9. 27/01/1991 Niger - Maroc Niamey 1 - 0 Elim. CAN 1992
10. 03/04/1991 Algérie - Maroc Annaba 2 - 2 Amical
11. 12/04/1991 Mauritanie - Maroc Nouakchott 0 - 2 Elim. CAN 92
12. 04/12/1991 Maroc - Mali Casablanca 3 - 0 Amical
13. 14/01/1992 Maroc - Zaire Dakar 1 - 1 CAN 1992

## Palmarès

### Joueur
Wydad Athletic Club  (17):
- Championnat du Maroc (7)
  - Vainqueur : 1976, 1977, 1978, 1986, 1990, 1991, 1993

- Coupe du Trône (5)
  - Vainqueur : 1978, 1979, 1981, 1989, 1994

- Ligue des champions de la CAF (1)
  - Vainqueur : 1992

- FIFA Coupe Afro-Asiatique (1)
  - Vainqueur : 1993

- Coupe Mohammed V (1)
  - Vainqueur : 1979

- Ligue des Champions de l'UAFA (1)
  - Vainqueur : 1989

- Super Coupe de l'UAFA (1)
  - Vainqueur : 1992

### Entraîneur adjoint
Wydad Athletic Club
- Championnat du Maroc (1)
  - Champion : 2006

### Entraîneur
Wydad Athletic Club
- Championnat du Maroc (1)
  - Champion : 2010

### Trophées personnels
- Meilleur attaquant droit au Maroc : 1986, 1990, 1992, 1993
- Meilleur   attaquant Arabe: 1989
- Meilleur attaquant Afrique : 1992
- Meilleur attaquant Afro-Asiatique : 1994
- Meilleur Entraîneur Adjoint au Maroc : 2006